# Patrick McCourt
Patrick James McCourt (Derry, 16 dicembre 1983) è un ex calciatore nordirlandese, di ruolo centrocampista.

## Carriera
Comincia giovane nel Rochdale, squadra inglese che militava in categorie minori. Si trasferisce nel 2005 nel club irlandese degli Shamrock Rovers, nel quale inizia a farsi notare ricevendo convocazioni sia per l'Under-21, sia per la Nazionale maggiore. Nello stesso anno passa al club del Derry City.
Durante l'estate del 2008 viene acquistato dagli scozzesi del Celtic per una somma pari a 250.000 sterline.

## Palmarès
- Campionato scozzese: 2

Celtic: 2011-2012, 2012-2013
- Coppa di Scozia: 2

Celtic: 2011, 2013
- Coppa d'Irlanda: 1

Derry City: 2006
- Coppa di Lega irlandese: 3

Derry City: 2006, 2007, 2008
- IFA Charity Shield: 1

Glenavon: 2016